# Heinrich Holk
Heinrich Holk (1599 – 9. září 1633) byl německo-dánský vojevůdce žoldnéřů, který sloužil dánskému králi Kristiánu IV. a českému vojevůdci Albrechtu z Valdštejna během třicetileté války.

## Život
Jako dánský velitel velel skotsko-dánským vojskům při úspěšné obraně Stralsundu, paradoxně proti armádě Albrechta z Valdštejna. Po podepsání Lübeckého míru mezi dánským králem a Valdštejnem vstoupil do Vadštejnových služeb. Roku 1632 se pod Valdštejnovým praporem podílel na drancování Saského kurfiřtství a spolu s Gottfriedem Heinrichem Pappenheimem se v listopadu 1632 účastnil Bitvy u Lützenu. V bitvě u Lützenu převzal Holk velení slabšího levého křídla, složeného z Chorvatů, Maďarů a Poláků, protože polní maršál Pappenheim ještě nedorazil, zatímco jeho vlastní jezdecký pluk byl nasazen na pravém křídle. Situace se změnila až kolem poledne poté, co Pappenheimova jízda, která vyrazila v noci z Halle, posílila levé křídlo. Holk přešel k vlastnímu jezdeckému pluku na pravém křídle a podpořil Valdštejna, který postupoval proti švédské pěchotě. Mezitím se ale levé křídlo zhroutilo po smrtelném zranění Pappenheima. 
Z Valdštejnova pověření předsedal Holk soudnímu tribunálu a popravě sedmnácti důstojníků císařské armády, vinnými z dezerce v bitvě u Lützenu. Událost vešla do dějin jako pražský krvavý soud. Po bitvě u Lützenu se Holk stal Valdštejnovým oblíbencem. V prosinci 1632 ho císař povýšil na polního maršála a v dubnu 1633 ho povýšil do hraběcího stavu. 
Holk zemřel během morové epidemie v roce 1633, když na Valdštejnův příkaz znovu drancoval Sasko, aby přiměl saského kurfiřta Jana Jiřího I. k uzavření příměří s císařem Ferdinandem II.